# شودوكان

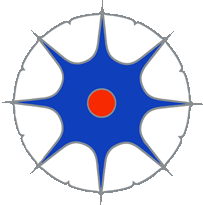
شعار الشودوكان

شودوكان (Shodokan) هي مدرسة للأيكيدو، فنون الدفاع عن النفس التي أسسها المعلم كينجي توميكي ( Kenji Tomiki) (1900-1979). كان توميكي تلميذ جيغورو كانو،
مؤسس الكودو كان الجودو و تلميذ موريهيه أويشيبا مؤسس الأيكيدو. شودوكان يجمع بين تقنيات أيكيدو والهيكل التعليمي لجيجورو كانو تستخدم لتعليم الجودو. يتم تدريسها في الحاليا في اليابان وفي العديد من دول العالم. الفرق الأساسي بين أسلوب شودكان والأيكيدو التقليدي هما :
- المنافسات
- تعلم تسلسل الكاتا
- عدم لباس الهاكاما

## التأريخ
تطوير الفنون القتالية اليابانية الحديثة، اليوم على نطاق واسع، يرتبط مع الانفتاح الاقتصادي والثقافي لليابان في عام 1853.
فنون الدفاع اليابانية التقليدية التي كانت تهدف لقتل الخصم اضمحلت وتلاشت بظهور الأسلحة النارية. رواد بودو الحديث، إما جيغورو كانو (الجودو)، موريهيه أويشيبا (أيكيدو)، و غيشن فوناكوشي (الكاراتيه)، غيروا بعض تخصصات القتال التقليدية من أجل استخدامها كوسيلة من وسائل التربية البدنية والحفاظ على القيم الأخلاقية.

## الأيكيدو
كانت بداية تطوير الأيكيدو في أوائل القرن العشرين من قبل موريهيه أويشيبا (1883-1969). على قواعد ومبادئ دايتو ريو أيكي جوجيتسو الذي أسسه سوكاكو تاكيدا، فن الدفاع بدون أسلحة تقليدية، كذلك مثل مختلف المدراس التي تستعمل السلاح، موريهيه أويشيبا طور فن الدفاع الذي يخدم في المقام الأول التعليم البدني والمعنوي.
موريهيه أويشيبا واصل في تطوير فنالأيكيدو طوال حياته. باعتباره تمسكا بالدين أوموتو (طائفة من شنتو)، على حد تعبيره تدريجيا إلى أمام أخلاقيات فن الأيكيدو. أسلوبه تطور على طريقة دايتو ريو أيكي جوجيتسو «الفلاح» نحو فن دفاع، حركاته كثيرة وأكثر تناسقا وانسجاما.
بسبب العديد من التحركات لأويشيبا، لا أحد من تلاميذه كان قادرا على اللحاق به طوال الطريق. كذلك، كثير من التلاميذ؛ تقدموا في الرئية النظر للمراحل المختلفة لتطور الأيكيدو وتعليمه مدارسه الخاصة. إنها الأصل؛ أساليب مختلفة في الأيكيدو.

## مواضيع ذات صلة
- فنون قتالية يابانية
- بودو

## و صلات خارجية
- Shodokan